# Volksbank Bocholt
Die Volksbank Bocholt eG ist eine deutsche Genossenschaftsbank mit Sitz in der nordrhein-westfälischen Stadt Bocholt im Kreis Borken.

## Geschichte
Die heutige Volksbank Bocholt eG wurde im Jahr 1900 gegründet und entstand im Jahr 1974 als Spar- und Darlehnskasse-Volksbank Bocholt e.G durch die Fusion der Volksbank Bocholt eingetragene Genossenschaft mit der Hemdener Spar- und Darlehnskasse Bocholt eG mit dem Sitz in Hemden.

## Rechtsverhältnisse
Die Volksbank Volksbank Bocholt eG ist im Genossenschaftsregister beim Amtsgericht Coesfeld unter GnR 190 eingetragen.

## Organisationsstruktur
Rechtsgrundlagen sind das Genossenschaftsgesetz und die durch die Vertreterversammlung beschlossene Satzung. Organe der Bank sind der Vorstand, der Aufsichtsrat und die Vertreterversammlung.

## Sicherungseinrichtung
Die Volksbank Volksbank Bocholt eG ist der amtlich anerkannten Sicherungseinrichtung des Bundesverbandes der Deutschen Volksbanken und Raiffeisenbanken GmbH und der zusätzlichen freiwilligen Sicherungseinrichtung des Bundesverbandes der Deutschen Volksbanken und Raiffeisenbanken e.V. angeschlossen.

## Geschäftsausrichtung
Die Volksbank Volksbank Bocholt eG betreibt das Universalbankgeschäft. Im Verbundgeschäft arbeitet sie mit der DZ Bank, R+V Versicherung, Bausparkasse Schwäbisch Hall, Teambank, VR Smart Finanz, DZ Hyp und der Union Investment zusammen.

## Geschäftsgebiet
Das Geschäftsgebiet liegt im Südwesten des Kreises Borken und umfasst das Stadtgebiet von Bocholt.
An diesen Orten betreibt die Bank Filialen:
- Bocholt (Hauptstelle, jur. Sitz + 6 Geschäftsstellen + 6 SB-Geschäftsstellen im Stadtgebiet)
- Werth (SB-Geschäftsstelle)